# Lutas nos Jogos Olímpicos de Verão de 1952
As lutas nos Jogos Olímpicos de Verão de 1952 foram realizadas em Helsinque, com dezesseis eventos disputados, sendo oito categorias de luta greco-romana e oito categorias de luta livre.

## Eventos da luta
Luta livre: até 52 kg | 52-57 kg | 57-62 kg | 62-67 kg | 67-73 kg | 73-79 kg | 79-87 kg | +87 kg 

Luta greco-romana: até 52 kg | 52-57 kg | 57-62 kg | 62-67 kg | 67-73 kg | 73-79 kg | 79-87 kg | +87 kg

## Luta livre

### Luta livre - até 52 kg
| Pos. | País          | Atletas              |
| ---- | ------------- | -------------------- |
|      | Turquia (TUR) | Hasan Gemici         |
|      | Japão (JPN)   | Yushu Kitano         |
|      | Irã (IRI)     | Mahmoud Mollaghasemi |

### Luta livre - 52-57 kg
| Pos. | País                  | Atletas           |
| ---- | --------------------- | ----------------- |
|      | Japão (JPN)           | Shohachi Ishii    |
|      | União Soviética (URS) | Rashid Mamedbekov |
|      | Índia (IND)           | Kha-Shaba Jadav   |

### Luta livre - 57-62 kg
| Pos. | País                 | Atletas           |
| ---- | -------------------- | ----------------- |
|      | Turquia (TUR)        | Bayram Şit        |
|      | Irã (IRI)            | Nasser Guivegtchi |
|      | Estados Unidos (USA) | Josiah Henson     |

### Luta livre - 62-67 kg
| Pos. | País                 | Atletas              |
| ---- | -------------------- | -------------------- |
|      | Suécia (SWE)         | Olle Anderberg       |
|      | Estados Unidos (USA) | Jay Thomas Evans     |
|      | Irã (IRI)            | Djahanbakte Tovfighe |

### Luta livre - 67-73 kg
| Pos. | País                 | Atletas             |
| ---- | -------------------- | ------------------- |
|      | Estados Unidos (USA) | William Smith       |
|      | Suécia (SWE)         | Per Gunnar Berlin   |
|      | Irã (IRI)            | Abdullah Modjzabavi |

### Luta livre - 73-79 kg
| Pos. | País                  | Atletas            |
| ---- | --------------------- | ------------------ |
|      | União Soviética (URS) | David Tsimakuridze |
|      | Irã (IRI)             | Gholam Reza Takhti |
|      | Hungria (HUN)         | György Gurics      |

### Luta livre - 79-87 kg
| Pos. | País                 | Atletas          |
| ---- | -------------------- | ---------------- |
|      | Suécia (SWE)         | Viking Palm      |
|      | Estados Unidos (USA) | Henry Wittenberg |
|      | Turquia (TUR)        | Adil Atan        |

### Luta livre - +87 kg
| Pos. | País                  | Atletas            |
| ---- | --------------------- | ------------------ |
|      | União Soviética (URS) | Arsen Mekokishvili |
|      | Suécia (SWE)          | Bertil Antonsson   |
|      | Grã-Bretanha (GBR)    | Kenneth Richmond   |

## Luta greco-romana

### Luta greco-romana - até 52 kg
| Pos. | País                  | Atletas        |
| ---- | --------------------- | -------------- |
|      | União Soviética (URS) | Boris Gurevich |
|      | Itália (ITA)          | Ignazio Fabra  |
|      | Finlândia (FIN)       | Leo Honkala    |

### Luta greco-romana - 52-57 kg
| Pos. | País                  | Atletas        |
| ---- | --------------------- | -------------- |
|      | Hungria (HUN)         | Imre Hódos     |
|      | Líbano (LIB)          | Zakaria Chibab |
|      | União Soviética (URS) | Artem Teryan   |

### Luta greco-romana - 57-62 kg
| Pos. | País                  | Atletas      |
| ---- | --------------------- | ------------ |
|      | União Soviética (URS) | Yakov Punkin |
|      | Hungria (HUN)         | Imre Polyák  |
|      | Egito (EGY)           | Abdel Rashed |

### Luta greco-romana - 62-67 kg
| Pos. | País                  | Atletas           |
| ---- | --------------------- | ----------------- |
|      | União Soviética (URS) | Shazam Safin      |
|      | Suécia (SWE)          | Gustav Freij      |
|      | Checoslováquia (TCH)  | Mikuláš Athanasov |

### Luta greco-romana - 67-73 kg
| Pos. | País          | Atletas         |
| ---- | ------------- | --------------- |
|      | Hungria (HUN) | Miklós Szilvásy |
|      | Suécia (SWE)  | Gösta Andersson |
|      | Líbano (LIB)  | Khalil Taha     |

### Luta greco-romana - 73-79 kg
| Pos. | País                  | Atletas         |
| ---- | --------------------- | --------------- |
|      | Suécia (SWE)          | Axel Grönberg   |
|      | Finlândia (FIN)       | Kalervo Rauhala |
|      | União Soviética (URS) | Nikolai Belov   |

### Luta greco-romana - 79-87 kg
| Pos. | País                  | Atletas           |
| ---- | --------------------- | ----------------- |
|      | Finlândia (FIN)       | Kelpo Gröndahl    |
|      | União Soviética (URS) | Shalva Chikhladze |
|      | Suécia (SWE)          | Karl-Erik Nilsson |

### Luta greco-romana - +87 kg
| Pos. | País                  | Atletas         |
| ---- | --------------------- | --------------- |
|      | União Soviética (URS) | Johannes Kotkas |
|      | Checoslováquia (TCH)  | Josef Růžička   |
|      | Finlândia (FIN)       | Tauno Kovanen   |

## Quadro de medalhas da luta
| Ordem | País                | Medalha de ouro | Medalha de prata | Medalha de bronze | Total |
| ----- | ------------------- | --------------- | ---------------- | ----------------- | ----- |
| 1     | URS União Soviética | 6               | 2                | 2                 | 10    |
| 2     | SWE Suécia          | 3               | 4                | 1                 | 8     |
| 3     | HUN Hungria         | 2               | 1                | 1                 | 4     |
| 4     | TUR Turquia         | 2               | 0                | 1                 | 3     |
| 5     | USA Estados Unidos  | 1               | 2                | 1                 | 4     |
| 6     | FIN Finlândia       | 1               | 1                | 2                 | 4     |
| 7     | JPN Japão           | 1               | 1                | 0                 | 2     |
| 8     | IRI Irã             | 0               | 2                | 3                 | 5     |
| 9     | TCH Checoslováquia  | 0               | 1                | 1                 | 2     |
| 9     | LIB Líbano          | 0               | 1                | 1                 | 2     |
| 11    | ITA Itália          | 0               | 1                | 0                 | 1     |
| 12    | EGY Egito           | 0               | 0                | 1                 | 1     |
| 12    | GBR Grã-Bretanha    | 0               | 0                | 1                 | 1     |
| 12    | IND Índia           | 0               | 0                | 1                 | 1     |